# Вейсман, Адольф
Адольф Вейсман (нем. Adolf Weißmann; 15 августа 1873, Олесно, Опольское воеводство — 23 апреля 1929, Хайфа) — немецкий музыковед

, музыкальный критик и педагог XX века; сторонник новых направлений в музыке.

## Биография
Адольф Вейсман родился 15 августа 1873 года в городе Олесно. Изучал музыку и философию в университетах Бреслау, Инсбрука, Флоренции и Берна, где в 1895 году получил докторскую степень. Некоторое время он работал учителем средней школы, прежде чем переехать в Берлин в 1900 году.

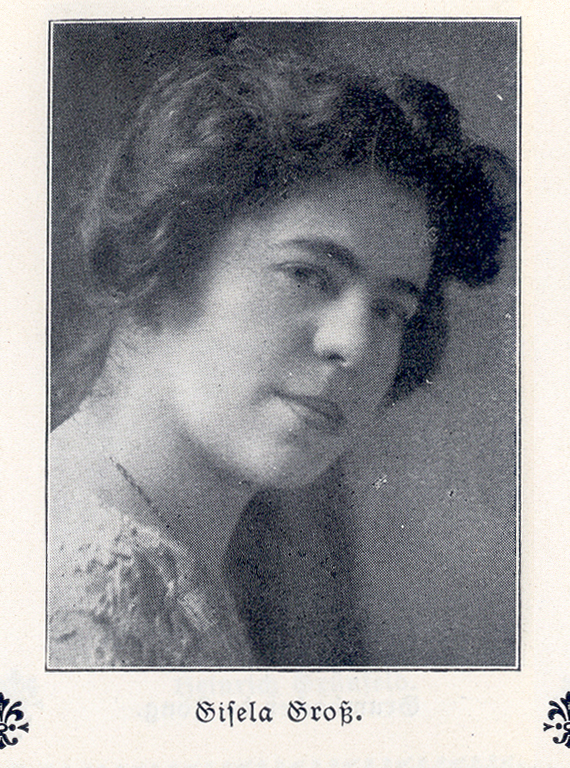
Гизелла Гросс — жена

В Берлине он начал свою работу в качестве музыкального критика в газете Berliner Tageblatt (1900–1905) и продолжил её в газетах Roland von Berlin (1904–1910), Deutsche Montagszeitung (с 1904 года) и Berliner Zeitung am Mittag (1916–1929). Он также писал статьи для Vossische Zeitung и специализированных газет Musikseiten des Anbruch и Die Musik.
С 1911 года был женат на венгерской пианистке Гизелле Гросс (1875–1942), от которой в 1908 году у него родился ребенок.
В 1920–1929 гг. Вейсман также публиковал альманах «Sang und Klang» и организовал еженедельное радиошоу с новой музыкой.
Вейсман приобрел большую известность в музыкально-политических кругах благодаря основанию Общества новой музыки (IGNM), первым президентом которого он был с 1922 по 1925 год.
Вейсман был очень начитанным и влиятельным критиком, которого ценили за блестящую прозу. Он сочетал музыкально-социологические перспективы с историческими фактами и особенно интересовался культурными явлениями, такими как статус дирижеров, виртуозов или див, где музыкальные и социальные функции пересекались.
С 1927 года возглавлял Берлинский комитет содействия развитию музыки в Палестине.
Адольф Вейсман умер 23 апреля 1929 года во время лекционного тура в Хайфе.